# Železniční trať Lupoglav – Raša

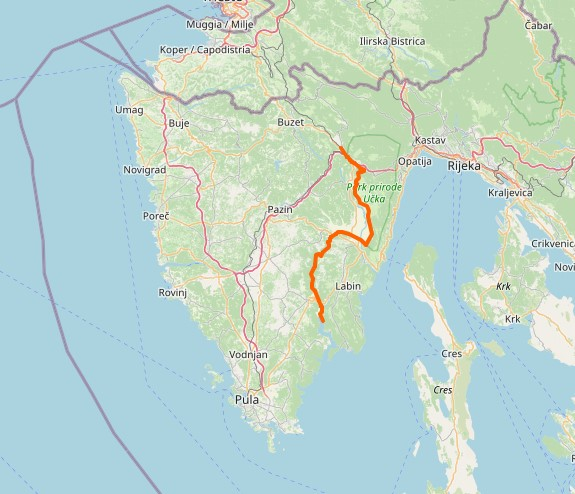
Trať na mapě Istrie.

Železniční trať Lupoglav – Raša (chorvatsky Željeznička pruga Lupoglav – Raša) je železniční trať, která se nachází na chorvatském poloostrově Istrie. Spojuje obě uvedená města v jeho východní části.

## Vedení trati
Trať vede v náročném istrijském terénu. Je dlouhodobě mimo provoz. V blízkosti vesnice Baričevići je bývalé nádraží využíváno pro účely turistiky jako Vinnetouova železniční stanice. Nachází se na ní několik tunelů (např. Tunel Vranje 1 a Tunel Vranje 2). 

## Historie a využití
Trať sloužila na napojení chorvatské železniční sítě na přístav v Raše, který měl především význam pro nákladní dopravu. Vybudována byla během první jugoslávské pětiletky a cílem byla hlavně přeprava uhlí z místních dolů. V 60. letech 20. století dosáhl význam trati maxima, poté ale klesal v souvislosti s útlumem těžby v istrijských dolech. Druhou mízu nicméně trati dal provoz nákladního přístavu v Raši. Modernizována byla v souvislosti s tím v roce 1980 i stanice Lupoglav. Po rozpadu Jugoslávie význam trati zcela upadl, především i pro to, že trať je napojena na železniční síť Slovinska ale Chorvatska nikoliv.

## Stanice
Na trati se nacházely stanice: Lupoglav, Učka, Šušnjevica, Kožljak, Kršan, Vetva, Most Raša.